# Anthony Mandler
Anthony Mandler (Los Angeles, 18 aprile 1973) è un regista statunitense.

## Biografia
È soprattutto noto come regista di videoclip, che ha ottenuto molti successi commerciali a partire dal 2006 lavorando con artisti come Beyoncé, Eminem, Nelly Furtado, Rihanna, Jay-Z, Duran Duran, Enrique Iglesias, Spice Girls e Muse. Saltuariamente lavora anche come fotografo, ha immortalato star come Matt Damon e Sharon Stone e le sue foto sono apparse su riviste come Esquire e Men's Health.

## Videografia
2000
- Eightball & MJG - Pimp Hard
- 4th Avenue Jones - Respect

2001
- The Black Eyed Peas - Get Original
- Laura Dawn - I Would

2005
- Snoop Dogg - Ups & Downs/Bang Out
- M.I.A. - Bucky Done Gun
- Common - Testify
- Kem - Find Your Way
- 50 Cent - Hustler's Ambition
- Sean Paul - Ever Blazin'
- Eminem - When I'm Gone
- DPGC - Real Soon

2006
- Nelly Furtado - Maneater
- Rihanna - Unfaithful
- Ne-Yo - Sexy Love
- The Killers - When You Were Young
- Sleepy Brown feat. Pharrell & Big Boi - Margarita
- Rihanna - We Ride
- Beyoncé - Irreplaceable
- Jay-Z - Lost One
- Omarion - Ice Box

2007
- Duran Duran - Falling Down
- Beyoncé - Get Me Bodied
- Snoop Dogg - Boss' Life
- Fergie - Big Girls Don't Cry
- Rihanna - Shut Up and Drive
- Enrique Iglesias - Somebody's Me
- Rihanna - Hate That I Love You
- Spice Girls - Headlines (Friendship Never Ends)
- The Killers - Tranquilize

2008
- OneRepublic - Stop and Stare
- Rihanna - Take a Bow
- OneRepublic - Say (All I Need)
- Bayje - Find a Way
- Maroon 5 - If I Never See Your Face Again (feat. Rihanna)
- R. Kelly - Skin
- Rihanna - Disturbia
- Rihanna - Rehab
- T.I. feat. Rihanna - Live Your Life
- Akon - Right Now (Na Na Na)
- Enrique Iglesias - Away
- Rihanna - Rehab
- Wyclef Jean feat. will.i.am, Imposs, Jimmy O & Melissa Jiménez - Let Me Touch Your Button

2009
- John Legend - Everybody Knows
- Utada - Come Back to Me
- Robin Thicke - Dreamworld
- Daniel Merriweather - Red
- The Killers - A Dustland Fairytale
- Melanie Fiona - Give It To Me Right
- Eminem - Beautiful
- Jay-Z - D.O.A. (Death of Auto-Tune)
- Daniel Merriweather - Impossible
- Maxwell - Bad Habits
- Jay-Z feat. Rihanna and Kanye West - Run This Town
- Mary J. Blige feat. Drake - The One
- Mary J. Blige - Stronger
- Mary J. Blige - I Am
- Ryan Leslie - You're Not My Girl
- Amerie - Heard 'Em All
- John Mayer - Who Says
- Rihanna - Russian Roulette
- Rihanna - Wait Your Turn
- Jay-Z feat. Mr Hudson - Young Forever

2010
- John Mayer - Heartbreak Warfare
- Nikki & Rich - Next Best Thing & Same Kind of Man
- Usher feat. Will.i.am - OMG
- Drake - Over
- Rihanna - Te amo
- Drake - Find Your Love
- Muse - Neutron Star Collision (Love Is Forever)
- Christina Aguilera - You Lost Me
- Usher - There Goes My Baby
- Drake - feat. Lil Wayne - Miss Me
- Drake - feat. T.I. & Swizz Beatz - Fancy
- Trey Songz -  feat. Nicki Minaj - Bottoms Up
- Trey Songz - Can't Be Friends
- Rihanna - Only Girl (in the World)

2011
- Rihanna - California King Bed
- Rihanna - Man Down
- Jennifer Hudson - Where You At
- Tyler, the Creator feat. Frank Ocean - She

2012
- Muse - Madness
- Lana Del Rey - Ride, National Anthem

2013
- Taylor Swift - 22
- Selena Gomez - Come & Get It
- The Weeknd - Belong to the World
- Jay-Z feat. Justin Timberlake - Holy Grail

2014
- Jennifer Hudson feat. T.I. - I Can't Describe (The Way I Feel)
- Jennifer Lopez - First Love
- Lenny Kravitz - The Chamber

2015
- Nate Ruess - Nothing Without Love

## Filmografia
- David Beckham: Into the Unknown - documentario TV (2014)
- Monster (2018)
- Happiness Continues (2020)
- Surrounded (2023)